# Fleshcrawl
Fleshcrawl est un groupe de death metal allemand, originaire d'Illertissen, en Bavière. Leur plus récent album, Structures Of Death, est commercialisé en 2007, au label Metal Blade Records.

## Biographie

### 1987-1997
Le groupe est originellement fondé par Stefan Hanus et Bastian Herzog en 1987 sous le nom de Morgöth,. En 1990, à la suite du départ du chanteur Wendelin Dopfer et à l'arrivée d'Alex Pretzer pour le remplacer, le groupe change de nom pour Suffocation, et fait paraître une démo sur cassette audio intitulée Festering Flesh. Par la suite, le groupe est forcé de changer son nom pour éviter toute confusion avec un autre groupe américain du même nom qui s'était fait connaître bien avant. Le groupe se renomme alors officiellement Fleshcrawl et fait paraître son premier EP vinyle, Lost in a Grave, en 1991 au label Morbid Records. En 1992, Fleshcrawl signe un contrat avec Black Mark Productions, et en juin 1992, font paraître leur premier album studio, Descend Into The Absurd, enregistré aux Montezuma Studios. Peu après la parution de cet album, Mike Hanus, le frère du membre fondateur Stefan Hanus, remplace le guitariste Gero Schmidt et, en 1993, le groupe commence l'enregistrement de son second album studio, Impurity, au studio Unisound de Dan Swanö.
En 1995, Markus Amann quitte le groupe, et Mike Hanus devient le bassiste pour les enregistrements. En décembre 1995, Fleshcrawl fait paraître son troisième album studio, Bloodsoul, en 1996,. Peu après sa parution, l'album suivra d'un quatrième album intitulé Bloodred Massacre, en 1997 avec Sven Gross remplaçant le chanteur Alex Pretzer. Ces deux albums ont été enregistrés aux Abyss Studios par Peter Tägtgren du groupe Hypocrisy.

### Depuis 1998
En 1998, Tobias Schick devient le nouveau bassiste, ce qui permet à Mike Hanus de jouer exclusivement de la guitare. À la suite de la parution de l'album Bloodred Massacre, Fleshcrawl quitte le label Black Mark Productions, se joint pour une tournée d'un mois aux côtés de Kataklysm et Vader, et participe à plusieurs festivals avec Cannibal Corpse et Dark Funeral. De retour de cette tournée, Fleshcrawl signe un contrat avec le label Metal Blade Records et, en janvier 2000, fait paraître son cinquième album studio, As Blood Rains from the Sky... We Walk the Path of Endless Fire, produit au Studio Fredman de Gothenburg, en Suède.
En septembre 2001, Fleshcrawl commence l'enregistrement de son sixième album, Soulskinner au Studio Underground de Västeras, en Suède. En 2002, Stefan Hanus est remplacé par Oliver Grbavac, puis le groupe participe au Wacken Open Air. En novembre 2002, Fleshcrawl participe à sa première tournée au Japon en soutien à Hypocrisy. En 2003, le groupe joue pendant cinq concerts avant de retourner en studio pour un septième album. Du 3 au 21 novembre 2003, Fleshcrawl retourne au Studio Underground pour y enregistrer les morceaux de leur album à venir, Made of Flesh, musicalement similaire à son prédécesseur, Soulskinner. Made Of Flesh est commercialisé le 23 février 2004 en Europe et au Japon, puis le 9 mars 2004 aux États-Unis, puis, à la suite de cette parution, le groupe participe à divers festivals, dont le Summer Breeze Open Air en Allemagne.
En 2005, Fleshcrawl fait paraître la compilation, Crawling In Flesh - The Best of Fleshcrawl, avec 15 morceaux de leurs quatre premiers albums. Début 2005, Nico Scheffler remplace le bassiste Tobias Schick, et le groupe entame son huitième album, Structures Of Death, paru le 24 septembre 2007 en Europe. Ils participent encore à de nombreux festivals européens avec des groupes tels que Carnal Forge, Dismember, Enslaved, et Jungle Rot. En avril 2008, le groupe annule sa participation à sa tournée avec Bringer of Death, du fait que Sven Gross soit dans l'incapacité de chanter.

## Formation

### Membres actuels
- Sven Gross – chant (depuis 1997)
- Mike Hanus – guitare, chant (depuis 1992), guitare basse (1995-1997)
- Oliver Grbavac – guitare (depuis 2002)
- Nico Scheffler – guitare basse (depuis 2005)
- Bastian Herzog – batterie, chant (depuis 1987)

### Anciens membres
- Wendelin Dopfer - chant (1987–1990)
- Alex Pretzer - chant (1990–1996)
- Alfred Handke - guitare (1987–1992)
- Gero Schmidt - guitare (1991–1992)
- Stefan Hanus - guitare (1987–2002)
- Markus Amann - basse (1987–1995)
- Tobias Schick - basse (1998–2005)

## Discographie

### Studio albums
- 1992 : Descend into the Absurd
- 1994 : Impurity
- 1996 : Bloodsoul
- 1997 : Bloodred Massacre
- 2000 : As Blood Rains from the Sky... We Walk the Path of Endless Fire
- 2002 : Soulskinner
- 2004 : Made of Flesh
- 2007 : Structures of Death